# 楊寶忠
楊寶忠（1900年—1967年12月28日），字信忱，中国京劇演員、琴師，曾任天津市戲曲學校教授、副校長。

## 生平

### 出世
1899年（一說1900年）在北京出生，祖籍安徽合肥，

### 粉墨生涯
楊寶忠11歲起以藝名小小朵登台唱花旦，進入變聲期以後，曾有1段時間專心研習樂器，京劇文武場樂器以外，並從刘宝全研習曲藝，彈曲藝三弦、拉曲藝四胡，還學習小提琴、鋼琴等西樂器，周日（主日）常到教會給唱詩班司琴，彈風琴、鋼琴。
21歲拜余叔岩為師，改唱老生，是余門大弟子，參加尚小云等名家的劇團，並灌錄多張京劇老生唱片。1934年嗓子壞掉，不再唱戲。

### 操琴生活
1934年12月20日，拜錫子剛為師，轉為後場（場面；樂隊）。12月24日起，任马连良劇團「扶風社」琴師，直到马连良改請李慕良為止。離開马连良劇團後，轉任杨宝森的琴師。
在還唱老生的時代，曾與言菊朋、夏山樓主等合作灌錄京劇唱片，擔任琴師。

### 培養後進
杨宝森去世后，楊寶忠轉往天津市戲曲學校教京劇，京劇演員楊乃彭和京劇琴師黃金陸、張素英、林宗禔、萬瑞興、燕守平、夏慶濤（台灣京劇演員夏禕的爸爸）等人都是他的學生。

### 逝世
文化大革命開始後，楊寶忠被打为“反动权威”而屡遭批斗与折磨。因其已年近古稀，并患肺结核及胃溃疡宿疾。1967年12月28日，被揪斗后，投入暗室，病体衰惫，入夜饥寒而在天津市亡故。

## 家族
祖父楊桂雲（楊朵仙）和父親楊小朵都是京劇旦行演員，工花旦。

## 作品
《杨宝忠京胡演奏经验谈》

## 轶事
他親手製作的两把京劇胡琴（供自己平常音樂工作使用）被樣板戲劇組取去，發交《紅色娘子軍》劇組，《平原作戰》劇組也曾使用。